# Place Diana
Place Diana är ett torg i Paris, beläget i Paris sextonde arrondissement. Torget är uppkallat efter Diana, prinsessa av Wales (1961–1997). 